# Alfred Lucchetti
Alfred Lucchetti Farré (Barcelona, 3 de febrero de 1934 - 8 de abril de 2011) fue un actor español oriundo de Barcelona. Fue presidente de la Asociación de Actores y Directores de Cataluña.
Era hermano de los también actores Francesc Lucchetti y Antoni Lucchetti.

## Filmografía
- 1996 Tu nombre envenena mis sueños
- 1995 Tres días de libertad
- 1993 La fiebre del oro
- 1988 El aire de un crimen
- 1988 La diputada
- 1987 La señora
- 1987 Mi general
- 1987 Adela
- 1985 Yo, «el Vaquilla»
- 1984 La gran quiniela
- 1983 Asalto al banco central
- 1983 El fascista, doña Pura y el follón de la escultura
- 1983 Dinero negro
- 1983 El pico
- 1983 Últimas tardes con Teresa
- 1983 Victòria!
- 1982 La rebelión de los pájaros
- 1982 La plaça del diamant
- 1982 Crónica del alba. Valentina
- 1981 Las aventuras de Zipi y Zape
- 1980 El divorcio que viene
- 1980 La muchacha de las bragas de oro
- 1979 Companys, procés a Catalunya
- 1978 El diputado
- 1978 La verdad sobre el caso Savolta
- 1978 Un hombre llamado flor de otoño
- 1977 Cuarenta años sin sexo
- 1977 La oscura historia de la prima Montse
- 1977 Perros callejeros
- 1976 Cambio de sexo
- 1976 La ciudad quemada
- 1976 La lozana andaluza
- 1976 Las largas vacaciones del 36
- 1976 Libertad provisional
- 1975 Furia española
- 1973 Aborto criminal

## Teatro

### Como director
- 1981 El Criado De Dos Amos
- 1980 El Mentiroso
- 2009 Olor d´ocell

### Como actor
- 2000 La filla del mar
- 2001 El verdugo
- Mapa d'ombres
- Fleca Rigol digueu
- Don Tiago i el seu vol
- Una nit amb Oscar Wilde

## Premios
- 1994 Premio honorífico de Cinematografía por la Generalidad de Cataluña
- 2001 Premio Max al Mejor actor de Reparto por El verdugo